# Psammisia idalima
Psammisia idalima är en ljungväxtart som beskrevs av A. C. Smith. Psammisia idalima ingår i släktet Psammisia och familjen ljungväxter. Inga underarter finns listade i Catalogue of Life.